# Nagyoroszi
Nagyoroszi là một thị trấn thuộc hạt Nógrád, Hungary. Thị trấn này có diện tích 40,03 km², dân số năm 2010 là 2110 người, mật độ 53 người/km².